# 喬用遷
喬用遷（1788年—1851年11月16日，乾隆戊申－咸豐辛亥九月二十四日），字敦安，號見齋，又號恒齋、鑑齋。湖北省漢陽府孝感縣（今屬孝感市孝南區）人，清朝政治人物，咸豐初年官至貴州巡撫、太子少傅。

## 生平
早年為縣廩生。嘉慶十九年（1814年）中式甲戌科會試，殿試位列第二甲第八十七名。授內閣中書。
二十二年（1817年），丁母憂回籍。
二十五年（1820年），服闕，九月，充軍機章京。
道光二年（1822年）閏三月，補授內閣中書。
五年（1825年），升任內閣侍讀，隨即丁父憂回籍。
八年（1828年）二月，服闕，補原官侍讀，仍兼充軍機章京。六月，充方略館纂修官。
十一年（1831年）二月，京察一等，記名以道員、知府用。十月，授廣西南寧府知府。
十四年（1834年），調任桂林府知府。
十六年（1836年），升任甘肅鞏秦階道。
十八年（1838年）閏四月初二日，擢任廣東按察使。
十九年（1839年），英吉利商人在廣東市場私售鴉片煙，經欽差大臣林則徐、兩廣總督鄧廷楨諭令上繳銷毀，英國軍艦移往澳門繼續販售；九月間，喬用遷偕同布政使熊常錞受林則徐令帶領兵弁，數次於穿鼻洋、尖沙嘴砲擊驅趕英艦。十二月，得到林則徐奏報保獎。
二十年（1840年）二月，署理廣東布政使。九月初四日，升授山西布政使。
二十一年（1841年）十二月，因山西巡撫楊國楨赴任閩浙總督，喬用遷署理山西巡撫。
二十二年（1842年）四月，鴉片戰爭，浙江乍浦失守，江蘇省城告急，道光帝廷寄六百里加急諭喬用遷選派將官管帶預先挑選的太原、大同精兵一千人馳赴蘇州交牛鑒、程矞采調遣。五月，因天津可能被英軍攻擊，廷寄六百里加急諭喬用遷截回已啟程前往江蘇的山西兵一千人，改赴天津；又調用山西省所存擡炮、擡槍，挑選二三百杆，委員解赴天津交直隸總督訥爾經額收存備用，隨後喬用遷奏報已經撥用擡炮、擡槍二百杆及鉛丸火藥運往天津。訥爾經額奏請增兵防守天津海口，經兵部議請於各省兵額中酌量裁撥；喬用遷奏請於山西撫標左右二營、太原鎮、大同鎮所屬各營內裁減馬步守兵160名，並以突然裁撤兵額將造成兵丁生計困難，請自道光二十三年起各營兵額遇缺不補，限年完成裁減。獲得允准。
二十三年（1843年）十一月，因審理范守仔強姦未成本婦羞忿自盡一案未能查出疑竇，遭到議處。
二十五年（1845年）四月十四日，升任貴州巡撫。貴州省苗民村寨平時有客民依附居住，經前任巡撫嵩溥清查苗寨，將客民戶口編入保甲，不准續增，並奏定查核章程，每年將遷離的戶口按冊開除。
二十六年（1846年），喬用遷奏陳：「苗寨附居客民，或仍歸原籍，或別徙他鄉，固屬事所恆有。惟佔籍既久，生齒日繁，其子孫每有分戶另居者。各府廳州縣，祇將舊戶徙去者開除，不將分居戶口載明，日久易滋流弊。查分居客民，租墾荒山，自食其力，相安已久，即屬編氓。應請飭各地方官，督率村寨保長人等，將客民舊戶徙去若干、現存若干、分戶另居者若干，一律查載辦理。」獲准實行。
二十七年（1847年），以湖北原籍水災，捐銀一萬兩以備賑濟，受到交部優敘。喬用遷奏言：「黔省民苗雜處，獄訟不平，釀患必巨，教唆之犯尤應嚴懲。遵義舉人周應先受賄干訟，請褫革。」八月，奏報前任廣東南韶連道劉晸昌在籍滋事，請暫行革職提審，獲准。
二十八年（1848年）九月二十三日，赴京陛見。因貴陽府定番州民人韋阿香盜槍走火身亡，知州童翬詳文偽稱田潘大打獵誤傷；安順府歸化廳李陸氏被伍幗鈞毆斃，署通判方聯遠違例不驗屍，喬用遷奏請將二員革職獲准。又奏稱貴州州縣員缺不多，辦理領運京鉛、採購滇銅，往返需耗時二年，常有前次派運尚未返回、後次派運接連不斷的急亂情形，加以升遷調任等事故，無人能署理職缺，請揀發曾經外任、現在吏部投呈履歷的候選知縣6員以供委任。
三十年（1850年），清平縣城牆礮臺坍塌，知縣鄭選士出力勘估及修理，喬用遷奏請獎敘。二月，咸豐帝上諭命喬用遷遴選將弁督率兵勇堵截由湖南竄往貴州的匪徒。三月，馳驛奏報湖南匪徒竄逼貴州邊境，已嚴飭堵剿之情形；隨後咸豐帝警告情喬用遷有除暴安良職責，「如玩泄從事，致苗匪鴟張或與楚匪句結煽動」將嚴行究責。四月，以苗匪聚眾搶劫、拒捕、殺害官員等案件已累積一百多件，喬用遷飭令候補知府胡林翼帶兵深入苗疆搜捕，捕獲案內大盜二百九十餘人，喬用遷又保奏、獎勵出力辦理的文武官員。當時湖南會匪李沅發糾眾滋事，擾動貴州邊境；喬用遷遵旨派遣貴東道周作楫、古州鎮總兵崇福、鎮遠鎮總兵秦定三各帶兵勇，於貴州、湖南省境防堵攻剿。會匪又竄擾洪州太平山一帶，經文武各官督兵攻擊，生擒匪徒首領多名。又會同湖南官兵追剿到水口等地，大有斬獲，剩餘匪眾由貴州邊境的摩天嶺翻山竄逃。五月，逮捕李沅發，邊境肅清，咸豐帝嘉獎喬用遷同心協力剿辦，賞加太子少傅銜。六月，咸豐帝認為湖南、貴州相鄰，一向有會匪出沒，最好趁此時軍事告一段落之際，盡力整頓，諭令喬用遷會同湖廣總督裕泰籌議增兵設防、團練、保甲等各事宜。
咸豐元年（1851年）九月二十四日，卒於任上，年六十四歲。咸豐帝諭照巡撫例賜卹，賜祭葬。

## 家庭及關聯[21]
- 祖父：喬志行（1730年－1804年），乾隆三十年舉人，候選知縣。
- 祖母：夏氏，夏方國之女。
- 父：喬遠炳（1758年－1825年），乾隆六十年進士，官至刑部山西司郎中。
- 母：黃陂李氏，李步墀之女，誥封恭人。
- 用遷為獨子，有一姊妹，適同邑監生楊必達。

- 胞叔：喬遠煐（1761年－1827年），乾隆五十五年進士，官至通政使司副使。

### 妻室
- 正室：王氏（1789年－1825年），邑庠生王家璧第四女。
- 側室：胡氏。

### 子嗣
- 長子：喬綏福，王氏出，邑庠生，道光十四年副榜。
- 次子：喬世位，胡氏出。